# Дискография альбомов Эминема
Американский рэпер Эминем выпустил двенадцать студийных альбомов, пять сборников и один мини-альбом. Его музыка была выпущена на лейблах звукозаписи Web Entertainment и Interscope Records, а также дочерних компаниях Aftermath Entertainment, Goliath Artists и его собственном Shady Records. Эминем — самый продаваемый хип-хоп-исполнитель всех времён и самый продаваемый исполнитель 2000-х годов с продажами альбомов в США более 32,2 миллиона в течение десятилетия. Его мировые продажи альбомов и синглов составляют 100 миллионов долларов. В своей родной стране он заработал 50 платиновых сертификатов альбомов и десять альбомов номер один[A].
Дебютный альбом Эминема, Infinite, был выпущен компанией Web Entertainment в 1996 году. Он разошёлся тиражом около тысячи экземпляров и не попал в национальные чарты. После подписания контракта с Interscope Records и Aftermath Entertainment рэпер выпустил The Slim Shady LP в 1999 году, который достиг второго места в Billboard 200 и получил четыре платиновых сертификата от RIAA. В том же году рэпер вместе с менеджером Полом Розенбергом основал звукозаписывающий лейбл Shady Records.
В следующем году Эминем выпустил свой третий студийный альбом, The Marshall Mathers LP, который был продан тиражом 1,76 миллиона копий за первую неделю продаж, побив рекорды самого быстро продаваемого хип-хоп-альбома всех времён и самого быстро продаваемого сольного альбома в США. С более чем десятью миллионами проданных копий этот альбом стал третьим самым продаваемым альбомом года в США.
В 2002 году четвёртый альбом Эминема, The Eminem Show, дебютировал на первом месте в Billboard 200 и занял первое место в различных чартах на международном уровне, разойдясь тиражом более девятнадцати миллионов копий по всему миру. В США The Eminem Show был самым продаваемым альбомом года, с продажами почти десять миллионов копий. Альбом был сертифицирован бриллиантовым в США, Канаде и Австралии. В том же году Эминем выпустил саундтрек 8 Mile, также включающий песни различных исполнителей. Альбом достиг высшей позиции под номером один в США, где было продано более четырёх миллионов копий из девяти миллионов, распространявшихся по всему миру.
В 2004 году пятый студийный альбом Эминема Encore стал третьим студийным альбомом рэпера подряд, достигшим первого места в США, Австралии, Канаде, Новой Зеландии и Великобритании. Продажи, однако, были значительно меньше, чем у двух предыдущих студийных альбомов, с более чем пятью миллионами проданных копий в США и одиннадцатью миллионами по всему миру. Эминем выпустил альбом лучших песен под названием Curtain Call: The Hits в 2005 году, который был продан почти тремя миллионами копий в США. В следующем году Shady Records выпустили Eminem Presents: The Re-Up, сборник, исполненный Эминемом вместе с различными исполнителями с лейбла звукозаписи. Альбом получил платиновую сертификацию от RIAA в 2007 году и был продан чуть более миллиона копий в США.
После перерыва более чем в четыре года, Relapse, шестой студийный альбом Эминема, был выпущен в 2009 году и стал четвёртым студийным альбомом рэпера, который возглавил чарты в США, Австралии, Канаде, Новой Зеландии и Великобритании, с внутренними продажами более двух миллионов копий. В следующем году Эминем выпустил свой седьмой студийный альбом Recovery, который дебютировал на первом месте в Billboard 200 и занял первое место в различных международных чартах. По данным Международной федерации производителей фонограмм, это также был самый продаваемый альбом 2010 года во всём мире.
Эминем был назван самым продаваемым исполнителем в Канаде в 2010 и 2013 годах, когда он выпустил свой восьмой студийный альбом The Marshall Mathers LP 2. За альбомом последовал Revival в 2017 году. Как Marshall Mathers LP2, так и Revival достигли верхней строчки Billboard 200 в первую же неделю, сделав таким образом Эминема первым музыкантом, дебютировавшим на его вершине восемь раз подряд. 31 августа 2018 года Эминем выпустил свой необъявленный десятый студийный альбом Kamikaze, став его девятым подряд альбомом, дебютировавшим под номером 1. За ним последовал неожиданный альбом под названием Music to Be Murdered By 17 января 2020 года.
12 июля 2024 года Эминем выпустил свой двенадцатый студийный альбом The Death of Slim Shady (Coup de Grâce), альбом стал первым концептуальным альбомом для Эминема.

## Студийные альбомы
| Название                                                                                 | Детали | Высшая позиция в чартах | Высшая позиция в чартах | Высшая позиция в чартах | Высшая позиция в чартах | Высшая позиция в чартах | Высшая позиция в чартах | Высшая позиция в чартах | Высшая позиция в чартах | Высшая позиция в чартах | Высшая позиция в чартах | Продажи                                                                        | Сертификации |  |
| Название                                                                                 | Детали | US                      | AUS                     | BEL                     | CAN                     | FRA                     | GER                     | JPN                     | NZ                      | SWI                     | UK                      | Продажи                                                                        | Сертификации |  |
| ---------------------------------------------------------------------------------------- | --- | ----------------------- | ----------------------- | ----------------------- | ----------------------- | ----------------------- | ----------------------- | ----------------------- | ----------------------- | ----------------------- | ----------------------- | ------------------------------------------------------------------------------ | --- |  |
| Infinite                                                                                 | - Релиз: 12 ноября 1996 - Лейбл: Web - Формат: LP • кассета                                                          | —                       | —                       | —                       | —                       | —                       | —                       | —                       | —                       | —                       | —                       | - US: 1000                                                                     | |  |
| The Slim Shady LP                                                                        | - Релиз: 23 февраля 1999 - Лейбл: Aftermath, Interscope, Web - Формат: CD, LP, кассета, цифровая загрузка            | 2                       | 49                      | 7[B]                    | 9                       | 52                      | 51                      | 39                      | 23                      | 25[B]                   | 10                      | - US: 4 000 000 - UK: 1 100 000                                                | - RIAA: 4 × платиновый - ARIA: платиновый - BPI: 3 × платиновый - IFPI: платиновый - IFPI SWI: золотой - MC: 2 × платиновый - RMNZ: платиновый                                                                                      |  |
| The Marshall Mathers LP                                                                  | - Релиз: 23 мая 2000 - Лейбл: Shady, Aftermath, Interscope, Goliath - Format: CD, LP, кассета, цифровая загрузка     | 1                       | 1                       | 1                       | 1                       | 2                       | 3                       | 52                      | 1                       | 2                       | 1                       | - WW: 21 000 000 - US: 11 000 000 - FRA: 614 700 - UK: 2 530 000               | - RIAA: бриллиантовый · ( 10 × платиновый) - ARIA: 4 × платиновый - BPI: 8 × платиновый - BVMI: 3 × платиновый - IFPI: 6 × платиновый - IFPI SWI: 4 × платиновый - MC: 8 × платиновый - RMNZ: 5 × платиновый - SNEP: 2 × платиновый |  |
| The Eminem Show                                                                          | - Релиз: 26 мая 2002 - Лейбл: Shady, Aftermath, Interscope, Goliath - Формат: CD, LP, кассета, цифровая загрузка     | 1                       | 1                       | 1                       | 1                       | 2                       | 1                       | 3                       | 1                       | 1                       | 1                       | - WW: 27 000 000 - US: 10 600 000 - FRA: 900 400 - UK: 1 800 000               | - RIAA: бриллиантовый - ARIA: бриллиантовый - BEA: платиновый - BPI: 6 × платиновый - BVMI: 3 × платиновый - IFPI: 5 × платиновый - IFPI SWI: 3 × платиновый - MC: бриллиантовый - RMNZ: 9 × платиновый - SNEP: 2 × платиновый      |  |
| Encore                                                                                   | - Релиз: 12 ноября 2004 - Лейбл: Shady, Aftermath, Interscope, Goliath - Формат: CD, LP, кассета, цифровая загрузка  | 1                       | 1                       | 2                       | 1                       | 1                       | 1                       | 3                       | 1                       | 1                       | 1                       | - WW: 11 000 000 - US: 5 343 000 - FRA: 300 100 - UK: 1 300 000                | - RIAA: 4 × платиновый - ARIA: 6 × платиновый - BEA: золотой - BPI: 4 × платиновый - BVMI: 3 × золотой - IFPI: 2 × платиновый - IFPI SWI: платиновый - RIAJ: платиновый - RMNZ: 5 × платиновый - SNEP: 2 × золотой                  |  |
| Relapse                                                                                  | - Релиз: 15 мая 2009 - Лейбл: Shady, Aftermath, Interscope, Goliath - Формат: CD, LP, цифровая загрузка              | 1                       | 1                       | 1                       | 1                       | 1                       | 2                       | 1                       | 1                       | 2                       | 1                       | - US: 2 363 000 - FRA: 69 450 - UK: 600 000                                    | - RIAA: 2 × платиновый - ARIA: 2 × платиновый - BEA: золотой - BPI: 2 × платиновый - BVMI: золотой - IFPI SWI: платиновый - RIAJ: золотой - RMNZ: платиновый - SNEP: золотой                                                        |  |
| Recovery                                                                                 | - Релиз: 18 июня 2010 - Лейбл: Shady, Aftermath, Interscope, Goliath - Формат: CD, LP, цифровая загрузка             | 1                       | 1                       | 1                       | 1                       | 1                       | 2                       | 6                       | 1                       | 1                       | 1                       | - WW: 10 000 000 - US: 4 867 000 - CAN: 435 000 - FRA: 110 000 - UK: 1 030 000 | - RIAA: 3 × платиновый - ARIA: 4 × платиновый - BEA: золотой - BPI: 3 × платиновый - BVMI: 3 × золотой - IFPI: платиновый - IFPI SWI: платиновый - MC: платиновый - RIAJ: золотой - RMNZ: платиновый - SNEP: платиновый             |  |
| The Marshall Mathers LP 2                                                                | - Релиз: 5 ноября 2013 - Лейбл: Shady, Aftermath, Interscope, Goliath - Формат: CD, LP, цифровая загрузка            | 1                       | 1                       | 1                       | 1                       | 2                       | 1                       | 10                      | 1                       | 1                       | 1                       | - US: 2 244 000 - CAN: 365 000 - FR: 160 000 - UK: 704 000                     | - RIAA: 4 × платиновый - ARIA: 2 × платиновый - BEA: золотой - BPI: 2 × платиновый - BVMI: 3 × золотой - IFPI SWI: платиновый - MC: 4 × платиновый - RMNZ: платиновый - SNEP: платиновый                                            |  |
| Revival                                                                                  | - Релиз: 15 декабря 2017 - Лейбл: Shady, Aftermath, Interscope, Goliath - Формат: CD, LP, цифровая загрузка          | 1                       | 1                       | 6                       | 1                       | 13                      | 2                       | 14                      | 3                       | 1                       | 1                       | - WW: 1 800 000 - US: 435 000 - UK: 233 000                                    | - RIAA: золотой - ARIA: платиновый - BPI: платиновый - BVMI: золотой - MC: платиновый - RMNZ: золотой - SNEP: платиновый |  |
| Kamikaze                                                                                 | - Релиз: 31 августа 2018 - Лейбл: Shady, Aftermath, Interscope, Goliath - Формат: CD, LP, кассета, цифровая загрузка | 1                       | 1                       | 1                       | 1                       | 6                       | 2                       | 32                      | 1                       | 1                       | 1                       | - WW: 1 000 000 - US: 493 000 - UK: 139 000                                    | - RIAA: платиновый - ARIA: платиновый - BPI: платиновый - RMNZ: платиновый - SNEP: золотой |  |
| Music to Be Murdered By                                                                  | - Релиз: 17 января 2020 - Лейбл: Shady, Aftermath, Interscope - Формат: CD, LP, цифровая загрузка, стриминг          | 1                       | 1                       | 1                       | 1                       | 4                       | 2                       | 42                      | 1                       | 1                       | 1                       | - US: 185 100 - FRA: 6191                                                      | - RIAA: золотой - BPI: золотой - MC: платиновый - RMNZ: золотой |  |
| The Death of Slim Shady (Coup de Grâce)                                                  | - Релиз: 12 июля 2024 - Лейбл: Shady, Aftermath, Interscope - Формат: CD, LP, цифровая загрузка, стриминг            | 1                       | 1                       | 1                       | 1                       | 2                       | 2                       | 39                      | 1                       | 1                       | 1                       | US: 287 000                                                                    | |  |
| «—» обозначает запись, которая не попала в чарт или не была выпущена на этой территории. | |                         |                         |                         |                         |                         |                         |                         |                         |                         |                         |                                                                                | |  |

## Сборники
| Название                                                                                 | Детали | Высшая позиция в чартах | Высшая позиция в чартах | Высшая позиция в чартах | Высшая позиция в чартах | Высшая позиция в чартах | Высшая позиция в чартах | Высшая позиция в чартах | Высшая позиция в чартах | Высшая позиция в чартах | Высшая позиция в чартах | Продажи                                        | Сертификации |
| Название                                                                                 | Детали | US                      | AUS                     | BEL (FL)                | CAN                     | FRA                     | GER                     | JPN                     | NZ                      | SWI                     | UK                      | Продажи                                        | Сертификации |
| ---------------------------------------------------------------------------------------- | --- | ----------------------- | ----------------------- | ----------------------- | ----------------------- | ----------------------- | ----------------------- | ----------------------- | ----------------------- | ----------------------- | ----------------------- | ---------------------------------------------- | --- |
| 8 Mile: Music from and Inspired by the Motion Picture                                    | - Саундтрек различных исполнителей - Релиз: 29 октября 2002 - Лейбл: Interscope, Shady, UMG soundtracks (493508) - Формат: CD, LP кассета, цифровая загрузка | 1                       | 1                       | 6                       | 1                       | 6                       | 1                       | —                       | 1                       | 3                       | 1[C]                    | - US: 4 900 000 - UK: 682 224                  | - RIAA: 4 × платиновый - ARIA: 4 × платиновый - BPI: 2 × платиновый - IFPI SWI: платиновый - MC: 5 × платиновый - RMNZ: 4 × платиновый - SNEP: золотой                                               |
| Curtain Call: The Hits                                                                   | - Альбом лучших песен - Релиз: 6 декабря 2005 - Лейбл: Aftermath, Interscope, Shady (5881) - Формат: CD, LP кассета, цифровая загрузка                       | 1                       | 1                       | 10                      | 1                       | 141                     | 7                       | 3                       | 1                       | 5                       | 1                       | - US: 7 000 000 - FRA: 169 100 - UK: 2 100 000 | - RIAA: 7 × платиновый - ARIA: 6 × платиновый - BPI: 7 × платиновый - BVMI: 5 × золотой - IFPI: 2 × платиновый - IFPI SWI: золотой - RIAJ: 2 × платиновый - RMNZ: 5 × платиновый - SNEP: 2 × золотой |
| Eminem Presents: The Re-Up                                                               | - Альбом различных исполнителей - Релиз: 4 декабря 2006 - Лейбл: Interscope, Shady (8502) - Формат: CD, LP кассета, цифровая загрузка                        | 2                       | 17                      | 44                      | 2                       | 41                      | 15                      | —                       | 1                       | 9                       | 3[C]                    | - US: 1 051 000                                | - RIAA: платиновый - ARIA: золотой - IFPI SWI: золотой - RMNZ: 2 × платиновый |
| Shady XV                                                                                 | - Двухдисковый альбом (один диск лучших песен) - Релиз: 24 ноября 2014 - Лейбл: Shady, Interscope - Формат: CD, LP, цифровая загрузка                        | 3                       | —                       | 26                      | 1                       | 32                      | 8                       | —                       | —                       | 7                       | 5[C]                    | - US: 290 000                                  | - RIAA: золотой |
| Southpaw: Music from and Inspired by the Motion Picture                                  | - Релиз: 24 июля 2015 - Лейбл: Shady, Interscope - Формат: CD, LP, цифровая загрузка                                                                         | 5                       | 13                      | 146                     | 2                       | 108                     | 61                      | —                       | 20                      | 43                      | —                       | - US: 91 000                                   | |
| «—» обозначает запись, которая не попала в чарт или не была выпущена на этой территории. | |                         |                         |                         |                         |                         |                         |                         |                         |                         |                         |                                                | |

## Мини-альбомы
| Название      | Детали                                                     |
| ------------- | ---------------------------------------------------------- |
| Slim Shady EP | - Релиз: 6 декабря 1997 - Лейбл: Web - Формат: CD, кассета |

## Бокс-сеты
| Название      | Детали |
| ------------- | --- |
| The Singles   | - Релиз: 16 марта 2004 - Лейбл: Shady/Aftermath - Формат: CD                                                         |
| The Vinyl LPs | - Релиз: 23 марта 2015 (Европа) - 24 марта 2015 (США) - Лейбл: Aftermath (США) Universal Music (Европа) - Формат: LP |

## Комментарии
- A ↑  50 платиновых альбомов, сертифицированных Американской ассоциацией звукозаписивыющих компаний включают в себя сорок пять платиновых сертификатов, зачисленных в качестве сольного исполнителя[38] и пять сертификатов для альбомов с различными исполнителями[118][128][135][136]. 10 альбомов номер один в Billboard 200 включают в себя девять альбомов номер один в качестве сольного исполнителя[137] и один альбом номер один с различными исполнителями[138].
- B ↑  Отчётные позиции в чартах относятся к последнему релизу The Slim Shady LP (Special Edition). Оригинальный релиз альбома достиг высшей позиции под номером 46 в бельгийском Ultratop и 77 в Swiss Hitparade[26][32].
- C ↑  The reported peak chart positions are indicative of the UK Compilation Albums Chart, as soundtracks and compilation albums by various artists are not eligible for the UK Albums Chart[139][140].